# Simon Thern
Simon Thern (ur. 18 września 1992 w Värnamo) – szwedzki piłkarz, grający na pozycji pomocnika. Syn wielokrotnego reprezentanta Szwecji Jonasa Therna.

## Kariera klubowa
Thern profesjonalną karierę rozpoczął w klubie IFK Värnamo. Sezon 2011 spędził w Helsingborgs IF. Przed sezonem 2012 podpisał trzyletnią umowę z Malmö FF. W 2015 przeszedł do Sc Heerenveen. W 2017 był wypożyczony do AIK Fotboll. W 2018 przeszedł do IFK Norrköping.

## Kariera reprezentacyjna
W reprezentacji Szwecji zadebiutował 23 stycznia 2012 roku w towarzyskim meczu przeciwko Katarowi. Na boisku pojawił się w 73 minucie meczu, a debiut uświetnił strzeleniem gola.
| Mecze i gole w reprezentacji | Mecze i gole w reprezentacji | Mecze i gole w reprezentacji | Mecze i gole w reprezentacji | Mecze i gole w reprezentacji | Mecze i gole w reprezentacji | Mecze i gole w reprezentacji |
| #                            | Data                         | Stadion                      | Rywal                        | Wynik                        | Gol                          | Rozgrywki                    |
| 2012                         | 2012                         | 2012                         | 2012                         | 2012                         | 2012                         | 2012                         |
| ---------------------------- | ---------------------------- | ---------------------------- | ---------------------------- | ---------------------------- | ---------------------------- | ---------------------------- |
| 1.                           | 23.01.2012                   | Doha, Katar                  | Katar                        | 5:0                          | 1                            | towarzyski                   |
| 2013                         |                              |                              |                              |                              |                              |                              |
| 2.                           | 23.01.2013                   | Chiang Mai, Tajlandia        | Korea Północna               | 1:1                          | 0                            | towarzyski                   |

## Sukcesy
Helsingborgs
- Mistrzostwo Szwecji: 2011
- Puchar Szwecji: 2011

Malmö FF
- Mistrzostwo Szwecji: 2013